# Auburn Cord Duesenberg Automobile Museum

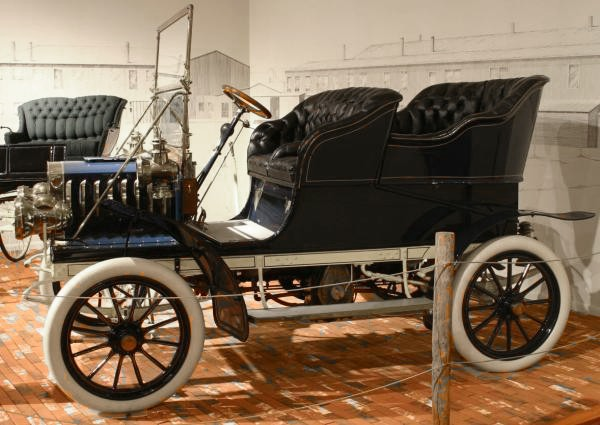
Auburn von 1904

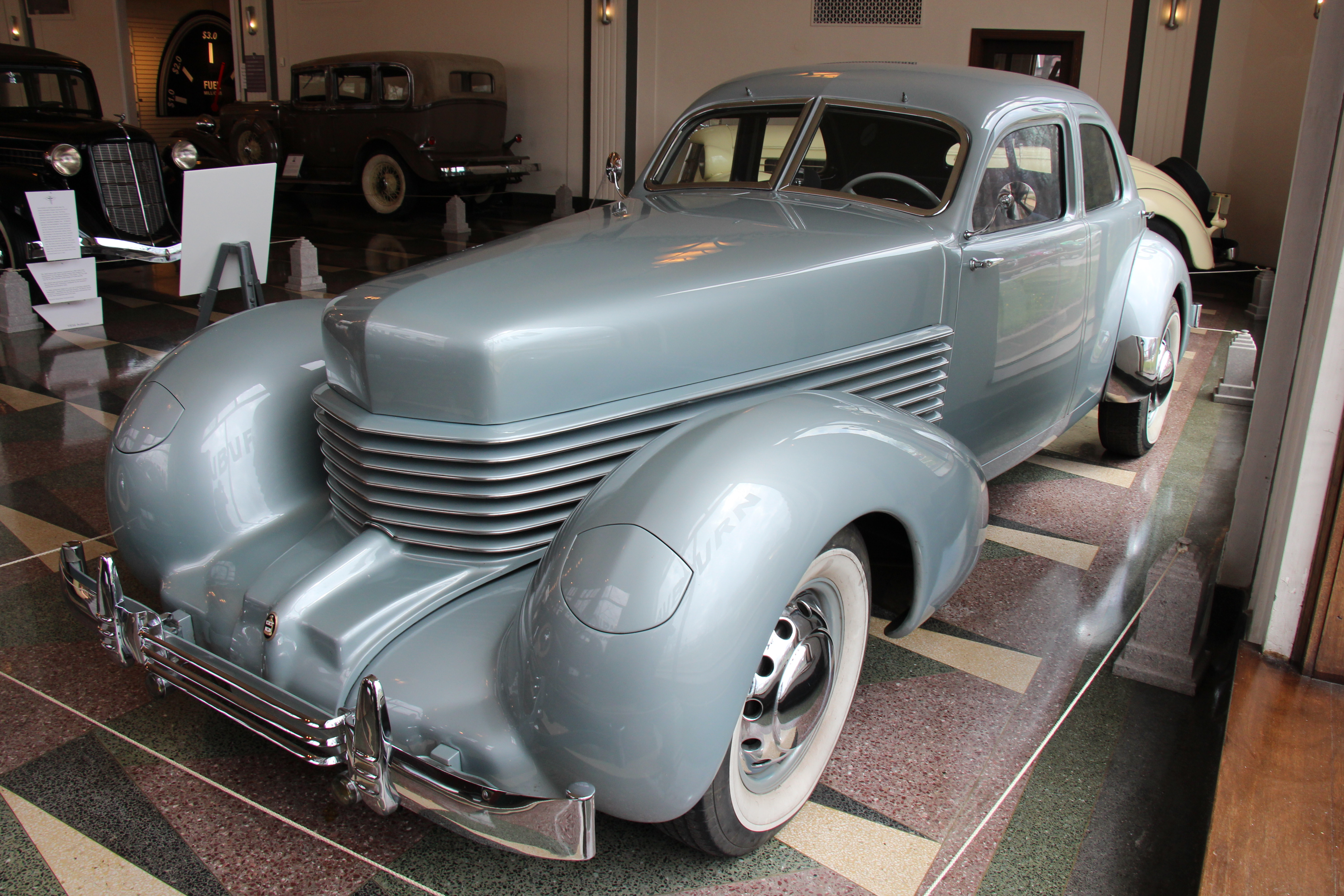
Cord 810 von 1936

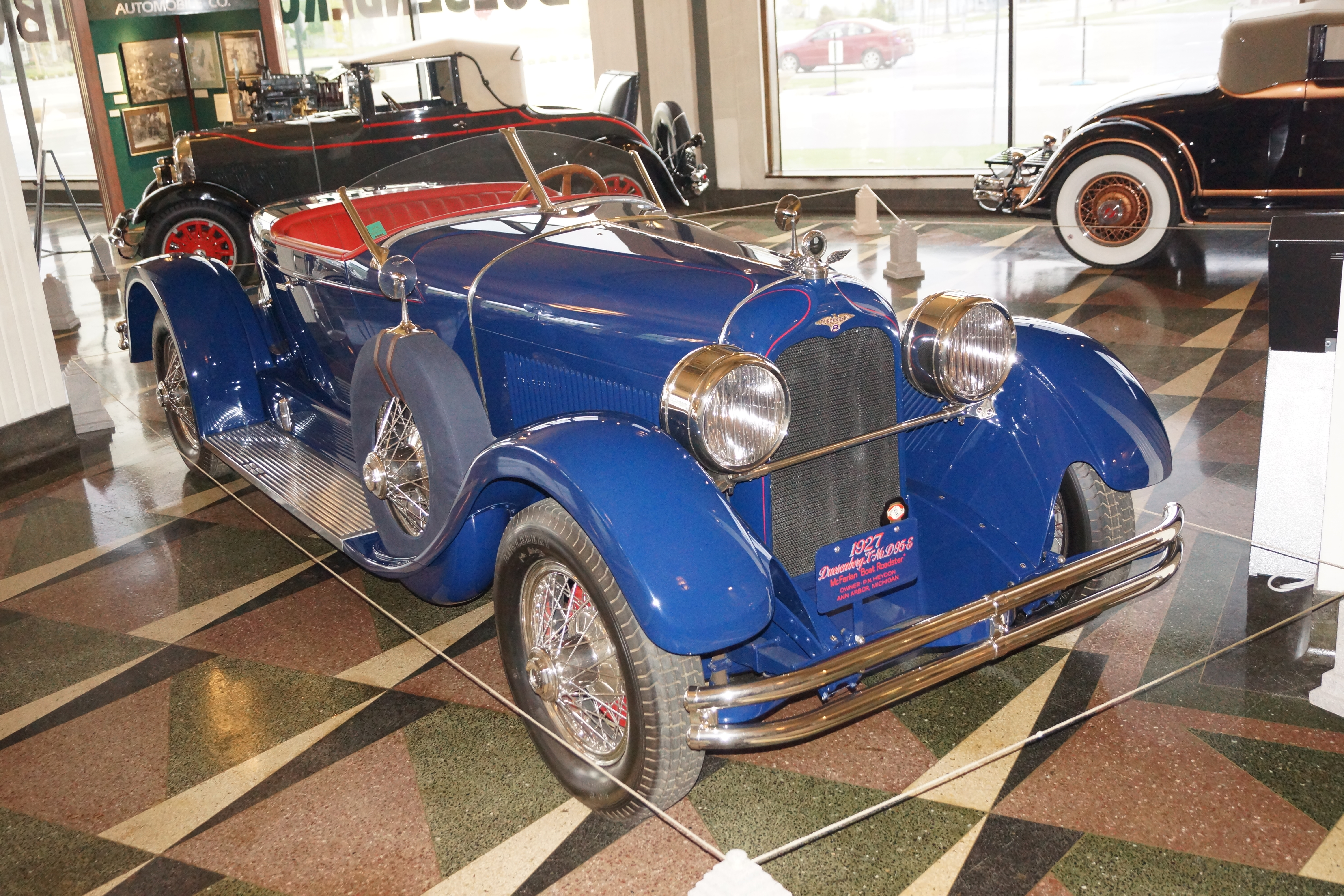
Duesenberg Model X von 1937

Das Auburn Cord Duesenberg Automobile Museum ist ein US-amerikanisches Automuseum mit der weltweit bedeutendsten Sammlung von Automobilen der Marken Auburn, Cord und Duesenberg.

## Geschichte
Das Museum wurde am 6. Juli 1974 eröffnet. Während der ersten 30 Jahre hatte es mehr als 2 Millionen Besucher. Es befindet sich in Auburn in Indiana. Das Gebäude wurde von 1929 bis 1930 im Art-déco-Stil als Bestandteil der Konzernzentrale der Cord Corporation erbaut. Hier waren von 1930 bis 1936 die Büros der Geschäftsleitung und der Verwaltung, insbesondere der Verkaufs-, Inserate-, Export- und Einkaufsabteilung sowie der Buchhaltung untergebracht sowie die Zeichnungsräume für Automobiltechnik und -styling, Test- und Versuchslabore und das Designstudio.
125 Fahrzeuge sind ausgestellt.
Laut eines Duesenberg-Buchs von 2005 sammelt das Museum sechs Sparten von Automobilen: Auburn, Cord und Duesenberg aus der Ära von Errett Lobban Cord, absolute Klassiker, frühe Auburn, Autos aus Auburn, Autos aus Indiana und Fahrzeuge von besonderem Interesse. Jede dieser Sammlungen ist in einer eigenen Galerie. Die erste umfasst Fahrzeuge der Baujahre von 1924 bis 1937, die dritte Auburn von 1904 bis 1924 und die vierte unter anderem einen Zimmerman von 1910.
Es gibt Abbildungen eines Checker von 1933 und einer Corvette C1 von 1954. Genannt werden außerdem Kiblinger, Ruxton und Studebaker President.